# Clinomastax
Clinomastax is een geslacht van rechtvleugeligen uit de familie Eumastacidae. De wetenschappelijke naam van dit geslacht is voor het eerst geldig gepubliceerd in 1949 door Bey-Bienko.

## Soorten
Het geslacht Clinomastax  is monotypisch en omvat slechts de volgende soort:
- Clinomastax ninae (Mishchenko, 1937)